# سیارک ۲۰۸۹۸
سیارک ۲۰۸۹۸ (به انگلیسی: 20898 Fountainhills، نامگذاری:2000WE147) بیست هزار و هشتصد و نود و هشتمین سیارک کشف شده‌است که در ۳۰ نوامبر ۲۰۰۰ کشف شد.
قدر مطلق سیارک برابر ۱۱٫۰۰ است.